# C.O. Bøggild-Andersen
Carl Olaf Bøggild-Andersen (20. juni 1898 i Brønderslev – 9. februar 1967 i Aarhus) var en dansk historiker og professor ved Aarhus Universitet.
Bøggild-Andersen viede sit forskningsliv til udforskningen af adelsmanden Hannibal Sehested. Det blev til en biografi i to bind, Hannibal Sehested, hvor første bind udkom 1946 og andet bind posthumt 1970. At der virkelig var tale om en livsopgave får man et indtryk af ved at læse forordet til Bøggild-Andersens disputats fra 1936, Statsomvæltningen i 1660, der med sine 451 sider ikke hører til de små af slagsen:
Denne studie er blevet til ved udvidelse og delvis omarbejdelse af et kapitel i en bog om den danske statsmand Hannibal Sehested, som jeg gennem flere aar har arbejdet paa, og hvis 1. bind forhaabentlig snart kan ligge afsluttet. Da dette kapitel baade ved sin art og sit omfang truede med at sprænge bogens rammer, har jeg besluttet at udgive det for sig i udvidet skikkelse.
Samme sted får man også at vide, at arbejdets hovedlinjer blev udtænkt i foråret 1929, hvor Bøggild-Andersen var på studieophold i Paris, men arbejdet siden blev afbrudt – først ved et ophold 1929-1930 i Moskva som medarbejder ved Kommissionen til fælles nordisk Udforskning af de russiske Statsarkiver, dernæst af et nervesammenbrud som følge af opholdet i det kommunistiske Sovjetunionen.
1939 blev han professor ved det relativt nyoprettede Aarhus Universitet, der i med udgangen af 1936 havde mistet professor Albert Olsen, der blev professor i København. Johan Frederik Plesner, der var docent i historie i Århus (der var på det tidspunkt kun disse to undervisere i historie), var derefter blevet udvalgt til at efterfølge Olsen, men døde allerede 10. september 1938, og da man endnu ikke havde fået besat stillingen som docent, blev stillingerne opslået sådan, at man kunne ansøge begge eller blot den ene. Besættelsen blev mildest talt noget stormombrust, da Vilhelm la Cour trak sin ansøgning til professoratet tilbage, da bedømmelsesudvalget blev udvidet med professor Erik Arup, og kom med så stærke anklager mod Arup, at det endte med en retssag. En anden ansøger til professoratet, Astrid Friis, mente sig vraget til på grund af sit køn, men muligvis spillede det mere ind, at hun kun havde søgt professoratet, mens Bøggild-Andersen havde søgt begge stillinger. Bedømmelsesudvalget fandt både Bøggild-Andersen og Friis kvalificerede til professoratet, men jo kun kunne give det til en af dem. Sture Bolin, medlem af bedømmelsesudvalget, ønskede at løse problemet ved at gøre Friis til professor og Bøggild-Andersen til docent, men det øvrige udvalg foretrak at udnævne Bøggild-Andersen til professor og Adam Afzelius til docent. Her spillede det muligvis ind, at man følte, at Friis ikke skulle have lov at skubbe Bøggild-Andersen bort fra professoratet, blot fordi hun ikke var interesseret i at blive docent.
Bøggild-Andersen var således i 1939 i den situation, at han i høj grad kunne være med til at forme historiefaget på Aarhus Universitet, hvor den samlede lærerstab – hvor lille den end var – med ét slag var blevet udskiftet. Det blev da også i høj grad tilfældet.
Fra 1933 var Bøggild-Andersen medlem af bestyrelsen for Den danske historiske Forening, og 1950–1954 var han formand for samme. 19. februar 1948 blev han medlem af Det kongelige danske Selskab for Fædrelandets Historie.